# Leonid Sintsev
Leonid Sintsev (Novosibirsk, 1944 - Barcelona, 2008) fue un pianista y pedagogo ruso.

## Biografía
Desde muy temprana edad mostró un talento excepcional para el piano, lo que le valió poder estudiar en la prestigiosa Escuela-Liceo para niños de San Petersburgo bajo la tutela de Boris Lisenko. Su formación pianística estuvo a cargo de grandes maestros como Samary Savshinsky y Nathan Perelmann en San Petersburgo; y Jakob Flier y Boris Vlasenko en Moscú. Desarrolló una intensa actividad concertística realizando grabaciones para la radio y actuando en escenarios de toda Rusia, España, Croacia, Bulgaria, Alemania, Francia, Italia o Checoslovaquia. Se distinguió como intérprete de Chopin y Liszt principalmente, incluyendo en su repertorio obras de gran dificultad técnica y vistuosismo. Especialmente tuvieron amplio reconocimiento sus versiones de los Estudios op.10, la Fantasía op.49 y la Balada n.º 1 op.23 de Chopin, así como las Variaciones sobre temas de "Las bodas de Fígaro", el Mephisto Vals n.º 1 o la Rapsodia húngara n.º 6 de Liszt. Formó parte de numerosos concursos internacionales y el gobierno de su país lo condecoró con la orden de artista emérito. Sintsev fue fundador y presidente de la Fundación pianística Antón Rubinstéin y profesor en los conservatorios de Novosibirsk, San Petersburgo y en la Escuela Superior de Música de Cataluña (Esmuc) de Barcelona, proyecto que le ilusionó especialmente y que absorbió su dedicación hasta los últimos días de su vida.

## Metodología pedagógica
Paralelamente dedicó todo su esfuerzo, intuición y experiencia al ejercicio de la pedagogía, desarrollando un método personal orientado a convertir al alumno en un artista con técnica y personalidad propias; la importancia del sonido, conseguido con diferentes formas de ataque pero siempre orientado desde el intelecto y la emoción como origen, la punta del dedo como proceso generador y el fondo de la tecla como elemento de apoyo, constituía una de las múltiples bases de su metodología. La imagen sonora siempre provista de contenido emocional y musical devenía una herramienta esencial para ayudar al alumno en su desarrollo personal y en la adquisición de habilidades interpretativas. Un gran número de pianistas que pasaron por su aula, prosiguen hoy su magisterio en diferentes centros educativos europeos.